# Comunicación en la Edad Media
La Edad Media comienza con la caída de la parte occidental del Imperio Romano, lo que supuso, a su vez, una gran crisis de la comunicación. En esta larga etapa que transcurre entre el fin de la Era Antigua en el siglo V y el Renacimiento en el siglo XV, a pesar de la fragmentación territorial que implicó el cambio del mundo romano al feudal, de la incomunicación que trajo consigo el proceso de ruralización, y de la y división política que ocasionaron los distintos reinos, la institución eclesiástica medieval consiguió crear un mismo sistema comunicativo e incrementar su poder sobre la población.
La Iglesia Católica en Occidente y la Ortodoxa en Oriente, fueron las grandes promotoras de distintas formas de comunicación pública caracterizadas por su contenido simbólico. El sistema desarrollado por la Iglesia Católica es un sistema moral de organización social que fue una alternativa al sistema legal de Roma y del clasicismo.
La mayor parte de la población era analfabeta, por lo que la imagen y la palabra hablada eran las principales formas de comunicación. La lectura y la escritura era un privilegio de quienes estaban en el poder, es decir, de sacerdotes y señores feudales.

## Formas de comunicación popular
Para el hombre medieval las nociones de tiempo, espacio o distancia se reducen a su quehacer cotidiano, es decir, a su labor de trabajar las tierras del señor y a la observación del sol para delimitar la jornada laboral
Las campanadas eran las que organizaban la vida de la población. Cada tres horas anunciaban el rezo correspondiente y, con ello, la división del día y las labores cotidianas. El historiador francés Le Goff llamó a este periodo El tiempo de Dios.
Así fue hasta el renacimiento de las ciudades, cuando nuevas necesidades provocaron la aparición de los primeros relojes públicos o laicos. A partir del siglo XIV, se instalaron relojes en las torres de los ayuntamientos. Le Goff habla ahora de El tiempo de los hombres, un nuevo tiempo de cambios esenciales para el sistema de comunicación tanto social como interpersonal.
Por otra parte, el espacio entre ciudades se media por el tiempo andando. Los mapas indicaban los pasos que había a los templos o iglesias más próximas. Un ejemplo es el mapa del Camino de Santiago o del Camino de las Estrellas.
Además, el afianzamiento del feudalismo estuvo muy relacionado con el establecimiento de una nueva concepción de la paz, la llamada Ideología de la Paz de Dios y su consecuencia, la Teoría de los Tres Órdenes (rezar, luchar y trabajar). Sus principios se basan en las tres tareas específicas que Dios otorgó a los hombres: unos tienen la misión de rezar por la salvación, otros se encargan de las armas para la protección, y el resto debía trabajar para mantener a las gentes de la Iglesia. Este esquema de interpretación social se fomentó en la conciencia colectiva, justificando la explotación económica y la desigualdad social.
La "Teoría de los Tres Órdenes" se estableció en toda Europa y acompañaría al régimen feudal hasta su disolución en los siglos XVII al XIX con los estallidos de las revoluciones burguesas.

## Formas de comunicación cultas

### El dominio comunicativo en la Edad Media
La Iglesia fue la primera en la historia de la comunicación en construir y desarrollar un sistema de aspiraciones universal y hegemónico. Dicho dominio comunicativo fue posible por el control casi absoluto de la educación. La Iglesia ofreció una respuesta al sentido de la vida individual y colectiva. Entre los siglos XVII y IX la mayor parte de las escuelas en Europa eran catedráticas, las bibliotecas eran del convento y los escritores más reconocidos eran los monjes.
El sistema de comunicación socia que se desarrolló para los iletrados rurales, donde el peso de la Iglesia era pleno, se basó en lo siguiente:
La comunicación oral se basaba en la predicación, el sermón, los cánticos y todas las formas de relación entre el cura y sus feligreses, como por ejemplo, la confesión. En cuanto a la predicación, surgieron las Órdenes Mendicantes como “cuerpos especializados” de predicadores, los libros manuales de predicación como los Sermonarios o “Ars Predicandi”, y las “misiones” o “campañas especializadas” una vez al año. En cuanto a la confesión, se elaboraron guías que ayudaban a buscar la perfección individual.
La comunicación visual contó con el arte como vía más destacada, reflejándose en las construcciones religiosas, en las pinturas y en otras artes menores. Se representaban historias sagradas en vidrieras, capitales, pórticos, bajorrelieves, etc. Todo ello complementado con una importante carga de comunicación simbólica, mediante procesiones y diversas imágenes cargadas de emotividad. 
El arte pasó de tener un ideal estético a convertirse en el instrumento educativo más valioso de la Iglesia. Desde la cruz, el pez o la almendra mística que decora el templo hasta los ritos que componen la liturgia del oficio religioso. 
La misa es el ejemplo máximo de comunicación eclesiástica. Se organiza siguiendo una estructura (predicación, oración, comunión), unos componentes (palabra, música, olores, colores, gestos), y una simbología (un proceso en el que el individuo se purifica, se identifica y se fusiona con la iglesia y la divinidad). Con esta liturgia se pretendía difundir que solo la Iglesia, a través de sus “expertos” está capacitada para interpretar y explicar el mensaje de Dios. 
La Iglesia se encargó de simplificar el mensaje divino' de manera que, no solamente fuese fácil de interiorizar para quien lo recibe, sino también muy fácilmente de memorizar para quien lo expone. El sentido del mensaje era describir el horror de la condena al infierno con el fin de evitar cualquier tentación de pecar o de desobedecer. La credibilidad del mensaje viene garantizada por la fuente del mensaje, el mismo Dios, y por el libro donde se recoge su palabra, la guía tangible de la verdad, la Biblia. 
La risa en la Edad Media está separada de lo culto. Al diablo se le representaba riendo, haciendo muestra de su maldad y desconsideración por los ciudadanos que debían llevar una vida seria para no cometer pecados. 
Por otra parte, la Iglesia irá integrando sus formas de representación en las fiestas litúrgicas, incluso haciendo coincidir en el calendario cristiano las antiguas celebraciones ligadas a los ciclos naturales. Este sincretismo 'entre paganismo y cristianismo daría lugar a fenómenos intensos de comunicación para el hombre medieval. Los santuarios y los relicarios conformarán un nuevo mapa medieval de comunicación humana.
A partir del siglo XI, con el crecimiento de las ciudades y la expansión de los focos de pensamiento, surgirían las herejías. Ante esta amenaza, la Iglesia aumentaría y especializaría sus medios de persuasión creando cuerpos especializados en la propaganda del mensaje, hasta que en el siglo XIII se pondrían en marcha las órdenes mendicantes, las cuales consistían en congregaciones móviles de predicadores encargados de contener las manifestaciones desviacionistas que asumían las capas bajas de las ciudades. Los miembros de estas nuevas órdenes (dominicos y franciscanos) se dedicarán únicamente a la propagación del mensaje divino.
Además, la Iglesia hizo uso de la pedagogía del terror para lograr sus objetivos. En 1231, el Papa Gregorio IX crea un tribunal inquisidor, bajo la tutela de los dominicos, encargado de velar por la pureza de la fe y con capacidad de imponer la pena de muerte para todo condenado por herejía. 
En primer lugar, se anunciaba el llamado tiempo de gracia, durante el cual los culpables podían confesar libremente y ser perdonados o condenados a ligeras penitencias espirituales.
En segundo lugar, se llevaba a cabo un interrogatorio. En un principio, el acusado no dispondría de ningún defensor. Si el interrogatorio no salía como se esperaba, se sometía al acusado a tortura (práctica reglada por Inocencio IV en 1252 mediante la Bula Ad Extripanda).
En tercer y último lugar, el veredicto del inquisidor se denominaba auto de fe. En caso de condena a muerte, la pena se ejecutaba en la hoguera. Las siguientes condenas podían ser la cárcel perpetua o temporal, el “sambenito”, la confiscación de bienes u otros castigos temporales.

## Formas de comunicación pre-periodística

### La comunicación en el nuevo mundo urbano
Entre los factores que explican la revitalización de las ciudades a partir de los siglos X y XI está la reactivación del comercio, con la que se incrementó el intercambio de mercancías y el trasiego de ideas. Los oficios artesanales se organizaron en gremios que introdujeron el concepto de aprendizaje y mostraron interés por todo tipo de producciones. 
El entorno comunicativo medieval incorpora nuevos personajes y escenas mediáticas que alterarían progresivamente el panorama comunicativo medieval. Algunos de ellos fueron la plaza, el mercader y el vagán.
La plaza como espacio para el debate, la comunicación no jerarquizada y las formas de comunicación derivadas de la cultura popular y sus manifestaciones festivas y grotescas. 
El mercader es el protagonista de la feria y del mercado. Con el tiempo los mercaderes se convertirán en un sector social enfrentado al sistema feudal. Ya entrada la Baja Edad Media fueron impulsores de propaganda política y del noticierismo comercial manuscrito, en lo que constituye la base del correo regular. 
El vagán es un trotamundos que suele dominar la técnica letrada (principalmente el latín y en lengua romance). En las ferias y mercados lee los juguetes cómicos que compone, vende sus nuevas, narra leyendas, y ofrece un cuadro de cómo se vive en tal o cual ciudad, o qué novedades genera esta o aquella universidad. Difunde tanto noticias intranscendentes como herejías urbanas. 
La emergente burguesía construye un modelo de sociedad bajo unas bases que se alejan del mundo feudal. Creará sus propios instrumentos de acción y los utilizará en el ejercicio de sus poderes sobre la administración urbana. Tres son los caracteres que concurren en tales instrumentos:
1. Una tendencia laica frente al espiritualismo dominante.
2. La elaboración de una nueva razón económica, fundada en la circulación mercantil y monetaria, en la búsqueda del beneficio, en la sacralización del trabajo y en la promoción individual.
3. El acercamiento a la cultura escrita, como fórmula y soporte de nuevas formas de comunicación que impulsen y acrecienten los negocios comerciales y artesanales.

Esta última tendencia será la que dará lugar a la irrupción de la comunicación regular manuscrita. La nobleza, el clero, los monarcas, los comerciantes y los banqueros empiezan a interesarse en la compra de noticias, llegando algunos de ellos a tener a su servicio toda una red de corresponsales que les informaban de las noticias de la Corte, las guerras en curso, el desarrollo político de los distintos países, los precios de cada producto en los principales mercados del mundo, etc. 
Nacen de esta manera los primeros servicios de correos, privados, aunque pertenezcan al ámbito de la Corona. Y nacen los mercaderes especializados en la venta de noticias, que concurren en ferias, puertos o mercados con la intención de sacar provecho a su mercancía. Pero también, los mercaderes que fundan redes de información para el mejor funcionamiento de sus negocios. El ejemplo más característico lo encontramos en la familia alemana de los Fugger, financieros y comerciantes que organizarán un servicio propio de noticias, por medio de una correspondencia regular basada en cartas-diario. Es muy significativo que tales formas noticieras recibieran el nombre de algunas monedas de curso común en algunas de las principales comunas comerciales de la época: la gazeta es, al parecer, la moneda veneciana con la que podían adquirirse las noticias manuscritas que tanto interés suscitaban entre sus comerciantes. Tales instrumentos manuscritos, normalmente cuatro páginas en folio, sin título y sin firma, reciben nombres diversos en función de sus lugares de circulación.
Estas nuevas formas de comunicación escrita fueron mal vistas y hasta perseguidas en sus orígenes por las autoridades eclesiásticas. Pero fue imposible acabar con su desarrollo. Por el contrario, tales noticias se vieron pronto dobladas por crónicas de viajes -como la célebre de Marco Polo- o por la emergencia de una nueva literatura cada vez más vendible, aunque todavía extraordinariamente restringida por su caracterización manuscrita, por su soporte (todavía en pergamino) y, en consecuencia, por su elevado precio.
En todo caso, las nuevas monarquías feudales de los siglos XIV y XV ampararon el noticierismo manuscrito, aún contra la voluntad papal. La razón era obvia: banqueros como los Fugger sostenían con préstamos sus erarios.
Al calor del noticierismo manuscrito, cuando van apareciendo las primeras formas de estado feudal con vocación centralista -que culminarán con las monarquías absolutas a partir del siglo XVI- surgirá un nuevo estadio superior de la comunicación feudal, protagonizado por un nuevo artilugio, la imprenta.